# CBX5
CBX5 (англ. Chromobox 5) – білок, який кодується однойменним геном, розташованим у людей на короткому плечі 12-ї хромосоми. Довжина поліпептидного ланцюга білка становить 191 амінокислот, а молекулярна маса — 22 225.
| 10         |  | 20         |  | 30         |  | 40         |  | 50         |
| ---------- |  | ---------- |  | ---------- |  | ---------- |  | ---------- |
| MGKKTKRTAD |  | SSSSEDEEEY |  | VVEKVLDRRV |  | VKGQVEYLLK |  | WKGFSEEHNT |
| WEPEKNLDCP |  | ELISEFMKKY |  | KKMKEGENNK |  | PREKSESNKR |  | KSNFSNSADD |
| IKSKKKREQS |  | NDIARGFERG |  | LEPEKIIGAT |  | DSCGDLMFLM |  | KWKDTDEADL |
| VLAKEANVKC |  | PQIVIAFYEE |  | RLTWHAYPED |  | AENKEKETAK |  | S          |

A: Аланін

C: Цистеїн

D: Аспарагінова кислота

E: Глутамінова кислота

F: Фенілаланін

G: Гліцин

H: Гістидин

I: Ізолейцин

K: Лізин

L: Лейцин

M: Метіонін

N: Аспарагін

P: Пролін

Q: Глутамін

R: Аргінін

S: Серин

T: Треонін

V: Валін

W: Триптофан

Кодований геном білок за функцією належить до фосфопротеїнів. 
Задіяний у таких біологічних процесах, як взаємодія хазяїн-вірус, ацетилювання. 
Локалізований у ядрі, хромосомах, центромерах.